# ジュニア本因坊戦
ジュニア本因坊戦（-ほんいんぼうせん）は、アマチュア囲碁の大会である。
小・中学生の囲碁日本一を決める全日本こども囲碁大会として、菊池康郎が企画をして1998年より開始。
2006年より毎日新聞社が主催に加わり、特別協賛のコニシのブランド名を冠したボンド杯ジュニア本因坊戦と名称が変わった。2010年からは、ゆうちょ銀行の特別協賛に変わり、ゆうちょ杯ジュニア本因坊戦に、2017年からは、株式会社こうゆう　花まる学習会の特別協賛に代わり、花まる学習会杯ジュニア本因坊戦へと名称を変更している。2018年からは、主催が毎日新聞社に変わっている。それまで共催であった子ども囲碁普及会は、コニシを特別協賛として全日本こども囲碁チャンピオン戦を開催している。2024年から特別協賛がアマ名人戦4連覇を達成した大関稔が勤務するクレスコに代わり、クレスコ杯ジュニア本因坊戦へと名称を変更している。
少年少女囲碁大会、こども棋聖戦、全日本こども囲碁チャンピオン戦と併せて、小中学生の4大全国大会と目される（ただし、こども棋聖戦は小学生のみ）。その中で「園児」の出場が正式に認められているのは、本大会と全日本こども囲碁チャンピオン戦である。（こども棋聖戦にも未就学児が出場できるが、都道府県代表として全国大会に出場することはできない）。優勝者には、全日本アマチュア本因坊戦への出場権が与えられる。
大会の事務局は囲碁サロン経営者の白江徹一（白江治彦の息子）が経営する方円企画が運営している。

## 方式
- ブロック（2022年現在、北海道・東北（青森・宮城）・関東（群馬・埼玉・千葉・東京・神奈川）・北信越（新潟・石川・長野）・東海（静岡・愛知）・関西（京都・大阪）・中国（鳥取・岡山・広島）・四国・九州（福岡・熊本）・沖縄）による地区予選により代表が選出され、代表による全国大会が3月に行われる。
- スイス方式で5回戦を戦い[3]、得点の高い順に優勝・入賞者が決められる。

## 歴代優勝者及び良績者
| 回次 | 年   | 出身・学年                                     |
| ---- | ---- | ---------------------------------------------- |
| 21   | 2018 | 優勝:森田拳（京都・中3）                       |
| 22   | 2019 | 優勝:末原蓮（千葉・中2）                       |
| 23   | 2020 | 中止（新型コロナウイルス感染拡大の影響による） |
| 24   | 2021 | 優勝:竹内怜櫂（神奈川・中1）                   |
| 25   | 2022 | 優勝:樋口駿（九州・中1）                       |
| 26   | 2023 | 優勝:長尾想太（石川・小6）                     |
| 27   | 2024 | 優：角優輝（福岡）                             |
| 28   | 2025 | 優：内藤陸斗                                   |

### 旧主催時代
| 回次 | 年   | 出身・学年                                                   |
| ---- | ---- | ------------------------------------------------------------ |
| 1    | 1998 | 優勝:井山裕太（大阪・小3）                                   |
| 2    | 1999 | 優勝：黒沢範行（兵庫・小6）、準優勝:向井千瑛（東京・小6）    |
| 3    | 2000 | 優勝：田沢和也（北海道・中2）、準優勝:向井千瑛（東京・中1）  |
| 4    | 2001 | 優勝:三根康弘（福岡・中2）                                   |
| 5    | 2002 | 優勝:日野大地（大分・中1）                                   |
| 6    | 2003 | 優勝:玉井伸（東京・中1）、準優勝:日野大地（大分・中2）       |
| 7    | 2004 | 優勝:安達利昌（東京・中1）、準優勝:富士田明彦（北海道・小6） |
| 8    | 2005 | 優勝:金沢真（神奈川・小6）                                   |
| 9    | 2006 | 優勝:山下寛（静岡・中3）                                     |
| 10   | 2007 | 優勝:癸生川聡（栃木・小6）                                   |
| 11   | 2008 | 優勝:玉井一輝（岐阜・中2）                                   |
| 12   | 2009 | 優勝:玉井一輝（岐阜・中3）                                   |
| 13   | 2010 | 優勝:石原康佑（神奈川・中3）                                 |
| 14   | 2011 | 中止（東日本大震災の影響による）                             |
| 15   | 2012 | 優勝:浜崎公輔（兵庫・中3）                                   |
| 16   | 2013 | 優勝:水精次元（兵庫・中2）                                   |
| 17   | 2014 | 優勝:金遼（静岡・中3）                                       |
| 18   | 2015 | 優勝:寺下龍太郎（福岡・中3）                                 |
| 19   | 2016 | 優勝:青木裕孝（東京・中3）                                   |
| 20   | 2017 | 優勝:福岡航太朗（東京・小5）                                 |